# Берея (Амурская область)
Берея́ — станция (населённый пункт) в Шимановском районе Амурской области, Россия.
Образует Береинский сельсовет.
Основан в 1910 году. Название с эвенкийского «бира» — река, речушка, ключ, ручей; большая река, большая речка [2].

## География
Станция Берея стоит в верховьях реки Берея (приток Амура).
Станция Берея расположена в 23 км к северо-западу от города Шимановск, на Транссибе. Автомобильная дорога идёт через станцию Петруши.
В 11 км северо-восточнее проходит федеральная автодорога Чита — Хабаровск.
От станции Берея в западном направлении (на северо-запад) идёт автодорога к селу Мухино (станция Мухинская).

## Население
| 2002 | 2010 | 2012 | 2013 | 2014 | 2015 | 2016 |
| ---- | ---- | ---- | ---- | ---- | ---- | ---- |
| 223  | ↘126 | ↘101 | ↗112 | ↘102 | ↘96  | ↘91  |
| 2017 | 2018 | 2021 |      |      |      |      |
| ↘84  | ↘80  | ↗129 |      |      |      |      |

## Инфраструктура
- Станция Берея Забайкальской железной дороги.